# Hydrelia laetivirga
Hydrelia laetivirga là một loài bướm đêm trong họ Geometridae.